# Lobulogobius omanensis
Lobulogobius omanensis és una espècie de peix de la família dels gòbids i de l'ordre dels perciformes.

## Morfologia
- Els mascles poden assolir 5 cm de longitud total.
- Aleta caudal arrodonida.[5][6]

## Hàbitat
És un peix marí, de clima tropical i demersal que viu entre 35-45 m de fondària.

## Distribució geogràfica
Es troba al Golf d'Aden, el Golf d'Oman, Austràlia i el Vietnam.

## Observacions
És inofensiu per als humans.